# Hanauer FG 1899
Die Hanauer Fußballgesellschaft 1899 war ein kurzlebiger Fußballverein im deutschen Reich mit Sitz in der heutzutage hessischen Stadt Hanau, welcher zu den Gründungsmitgliedern des DFB gehörte.

## Geschichte
Über den Spielbetrieb der FG ist nicht viel bekannt. Bei der Gründungsversammlung des DFB am 28. Januar 1900 wurde der Verein von Albert Warmser vertreten, welcher diesen Posten ebenso für den FC Viktoria 1894 Hanau ausführte. Vom 21. Oktober desselben Jahres ist auch noch ein Freundschaftsspiel gegen den Frankfurter FC Victoria bekannt, welche mit 3:1 verloren wurde. Gesichert ist, dass der Verein an der Süddeutschen Meisterschaft in der Saison 1902/03 teilnahm, dort jedoch bereits in der Regionalen Vorrunde mit 3:0 Viktoria Hanau unterlag. Von 1903 bis 1906 spielte die FG in der B-Klasse im Gau Ostmain, stieg dann aber ab. Wahrscheinlich wurde der Verein kurze Zeit später wieder aufgelöst.